# Pont-Aven
Pont-Aven je francouzská obec ležící arrondissementu Quimper v departementu Finistère regionu Bretaň. V 60. letech 19. století si město oblíbil americký malíř Henry Bacon a následně se obec stala vyhledávaným letoviskem kosmopolitní umělecké společnosti. V 80. letech 19. stol. přišla do Pont-Avenu druhá vlna malířů, mezi nimi v létě 1886 i Paul Gauguin. Vedle něj sem pravidelně přijížděli Émile Bernard, Meijere de Haan a Paul Sérusier.
Sídlí zde Musée des Beaux-Arts de Pont Aven, které vlastní a vystavuje mnoho děl umělců tzv. pontavenské školy a rovněž obrazy z pozdějších období.
Obec je známá rovněž výrobou máslových sušenek Traou Mad (doslova „dobré věci“).

## Jméno obce
Slovo aven ve starobretonštině znamená „řeka“. Jméno Pont-Aven je odvozeno od skutečnosti, že v tomto místě je poslední most přes řeku Aven před jejím ústím do oceánu.

## Geografie

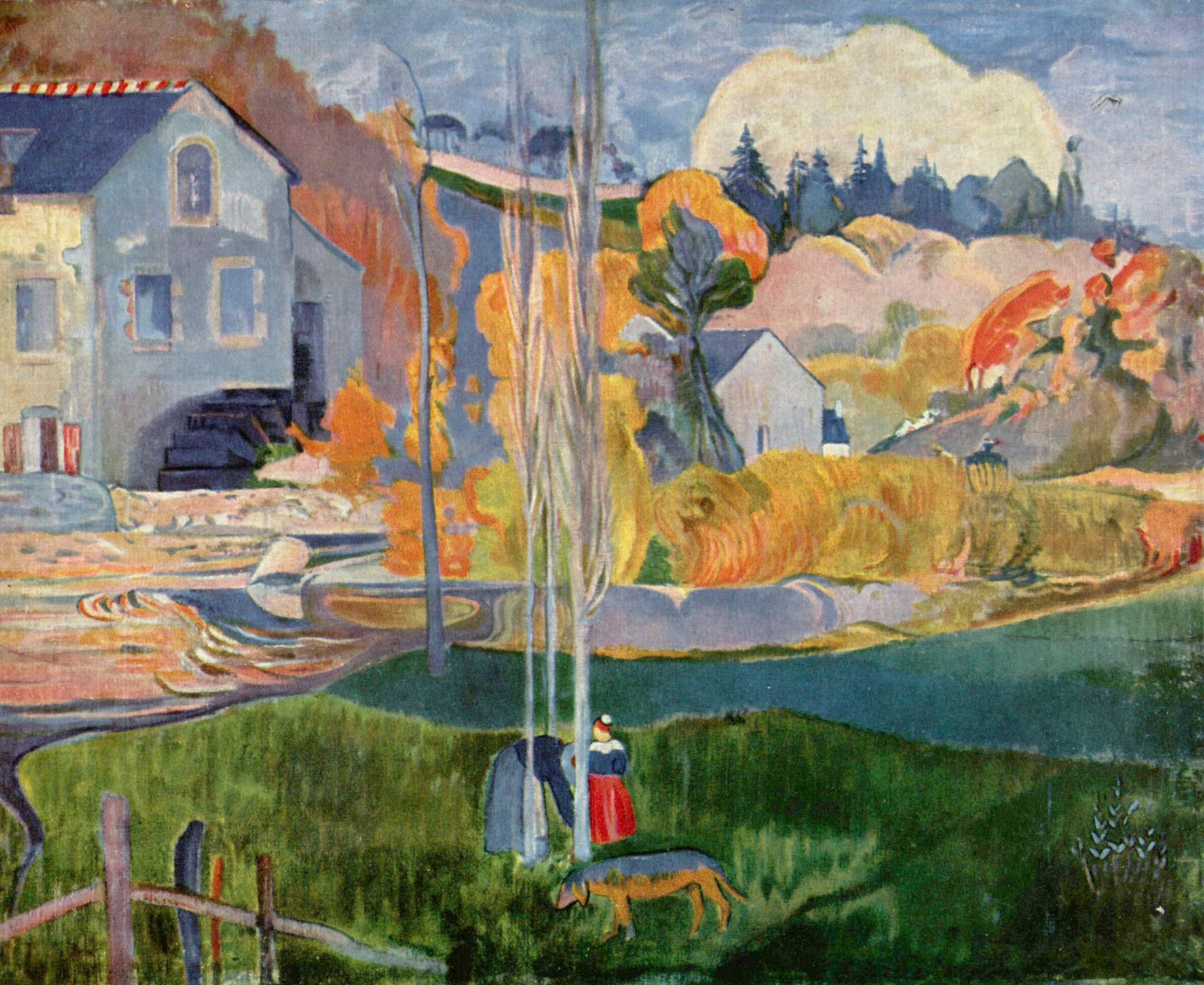
Paul Gauguin:„Breťanská krajina. Davidův mlýn v Point-Avenu“ (1894)

Obec se nachází na břehu řeky Aven zhruba šest kilometrů vzdušnou čarou od jejího ústí do Atlantského oceánu. Proti proudu jsou na řece četné peřeje, od městečka směrem na jih se řeka mění v rozšířený záliv, v němž se její tok mísí se slanou mořskou vodou. Obyvatelé Pont-Avenu v minulosti vyjížděli na svých člunech až do Quimperu, Nantes, Bordeaux nebo dokonce až do velšsého Cardiffu. Od přístavu Concarneau je Pont-Aven vzdálený po silnici přibližně 14 kilometrů směrem na východ.

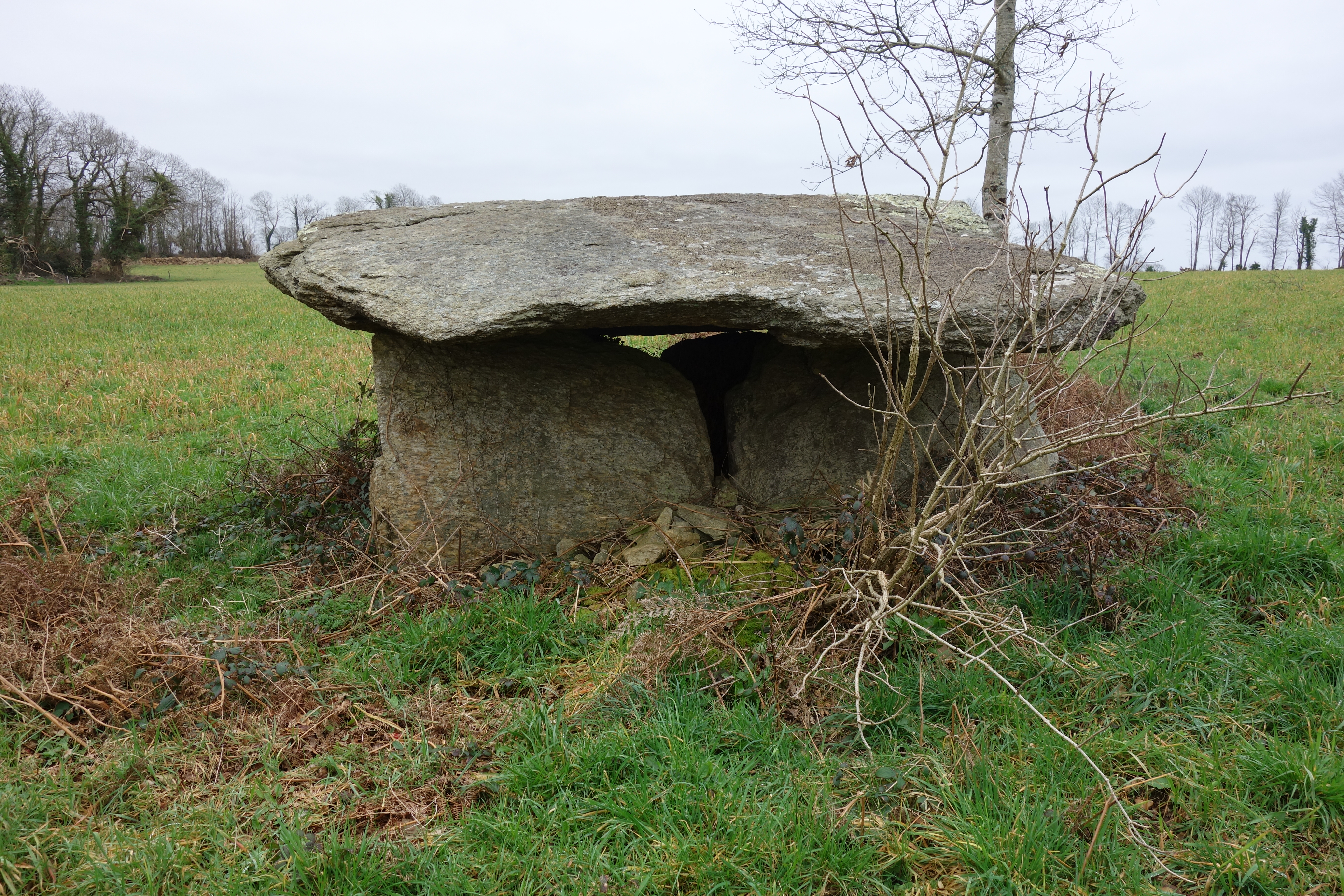
Dolmen u Saint-Maudé

Na řece, dlouhé 39 kilometrů, bývalo v minulých dobách v provozu mnoho vodních mlýnů. Kromě samotného městečka Pont-Aven je součástí stejnojmenné obce ještě městečko Nizon, které až do roku 1954 bývalo samostatnou obcí. Na území obce Pont-Aven se nacházejí desítky menších vesnic a osad.

## Historie
Dějiny keltského osídlení této lokality sahají až do prehistorických dob. Dokládá to mj. existence tzv. allée couverte (v překladu doslova „krytá alej“) , jak se ve francoouzstině označují specifické „galeriové“ hrobky, pocházející převážně z doby neolitu. Na katastru obce se nacházejí také dolmeny a menhiry. Ve středověku patřil Pont-Aven, stejně jako tehdy významnější Nizon, k diecézi Cornouaille.

## Vývoj počtu obyvatel
Počet obyvatel

## Galerie

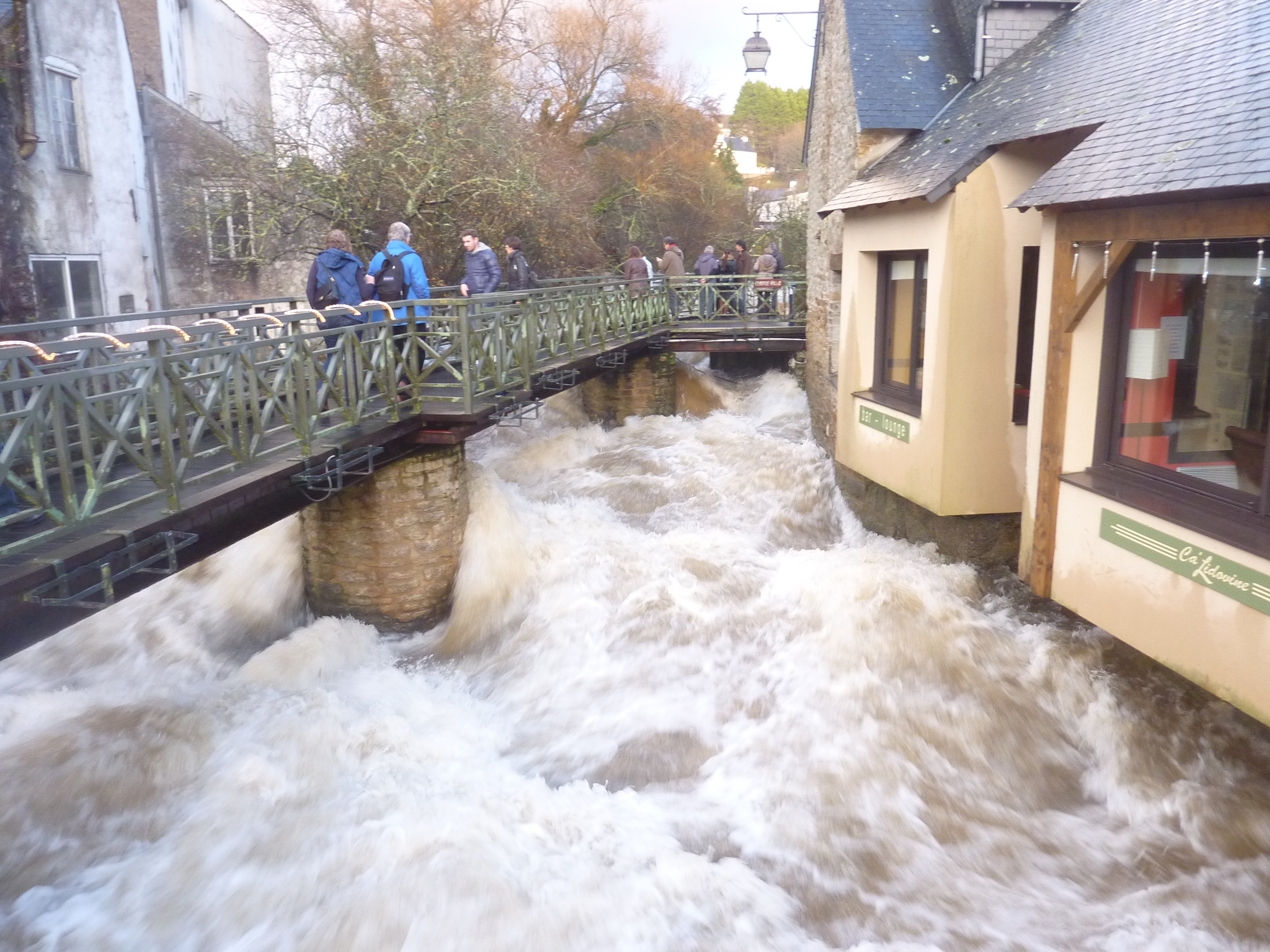
Povodeň na řece Aven v lednu 2014
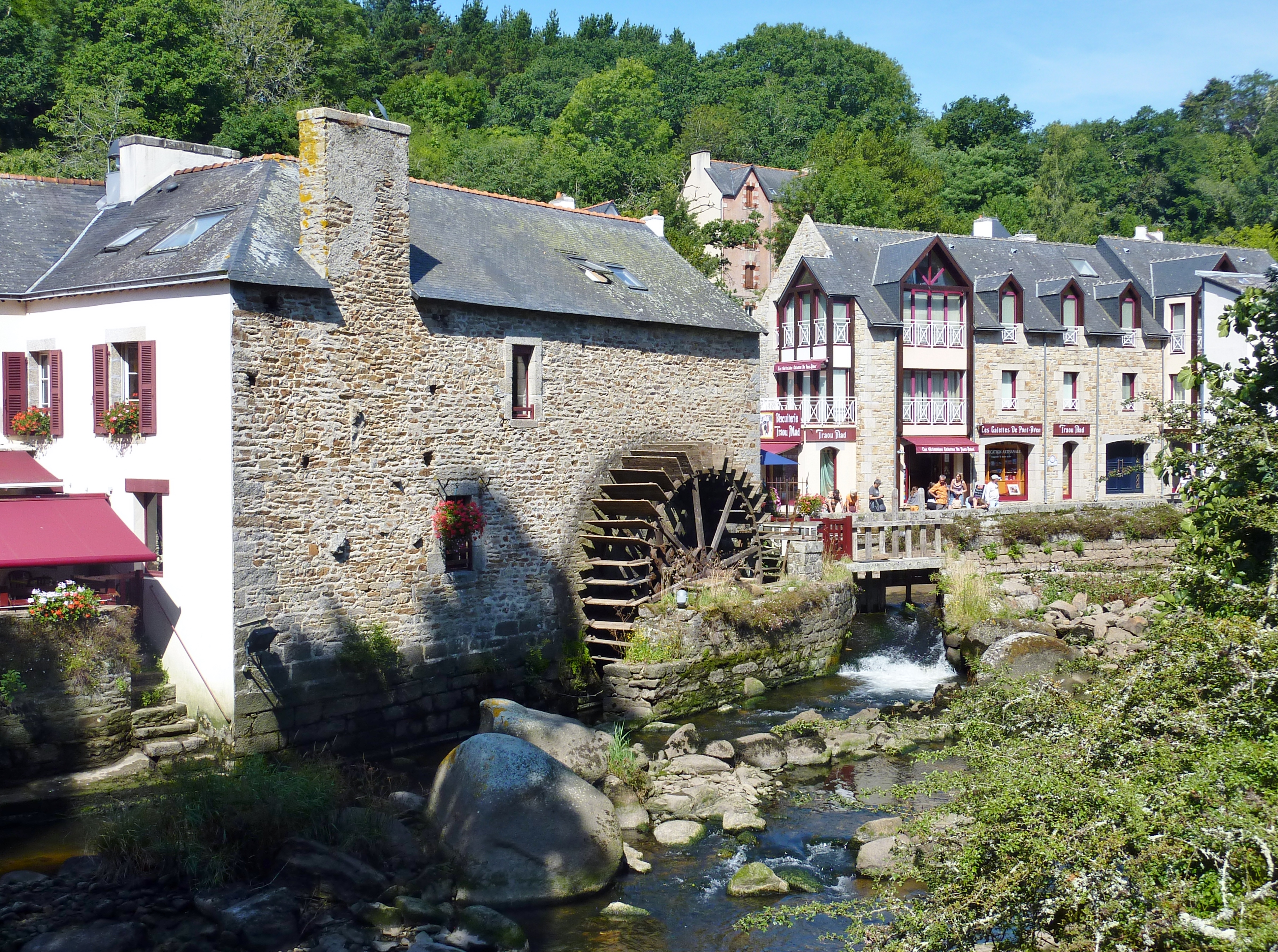
Mlýn de Rosmadec
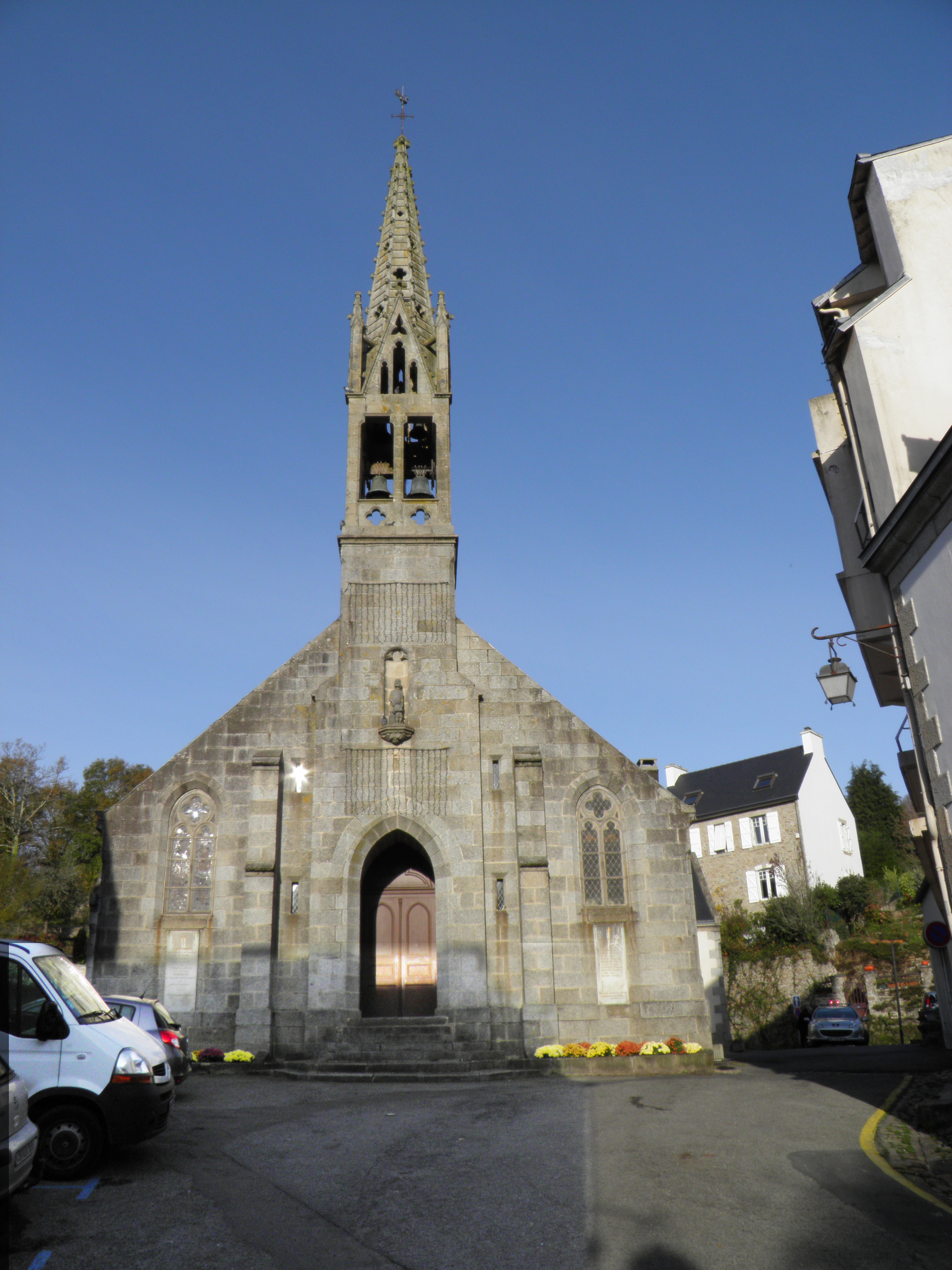
Kostel. sv. Josefa
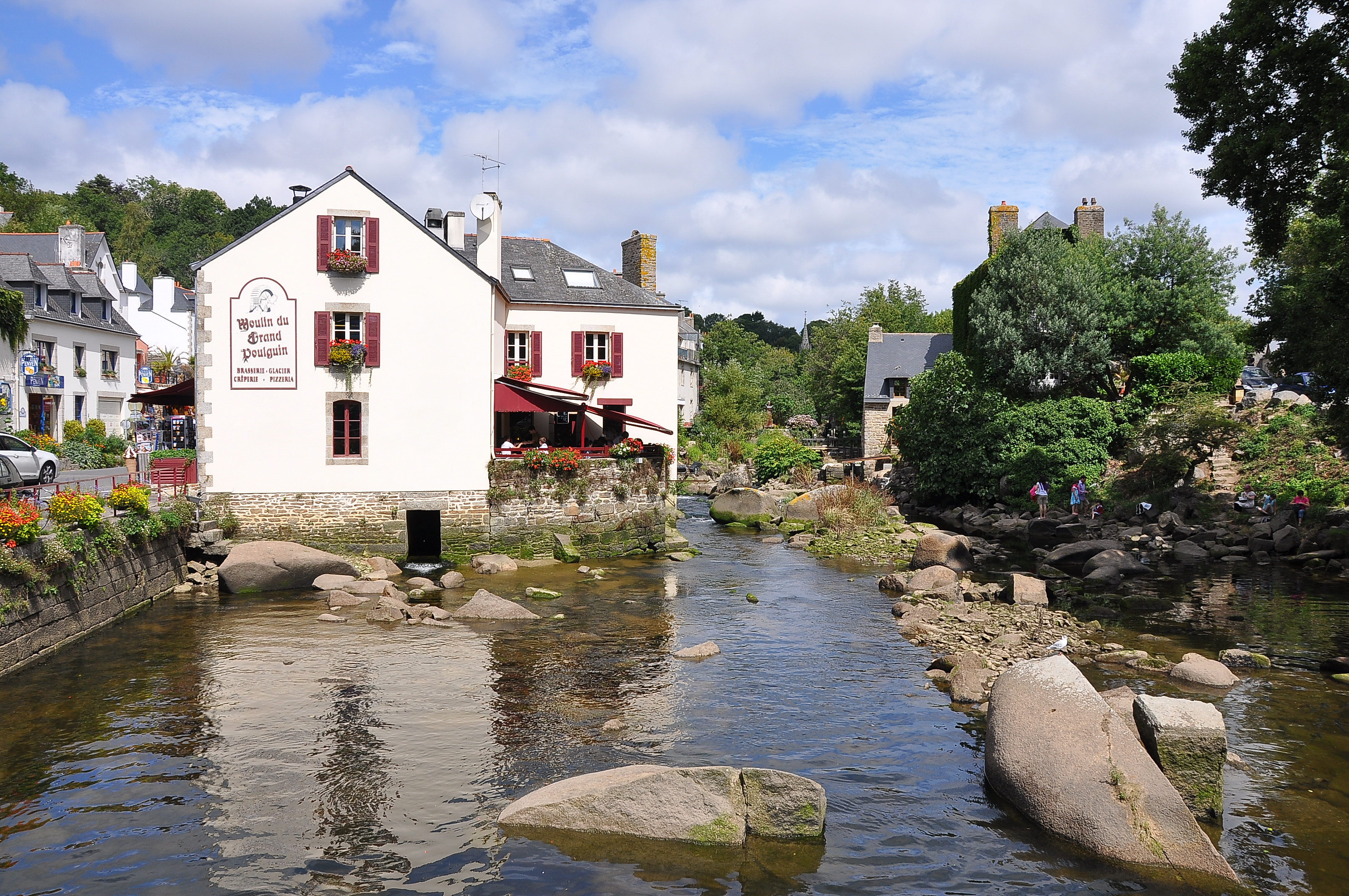
Mlýn du Grand-Poulguin
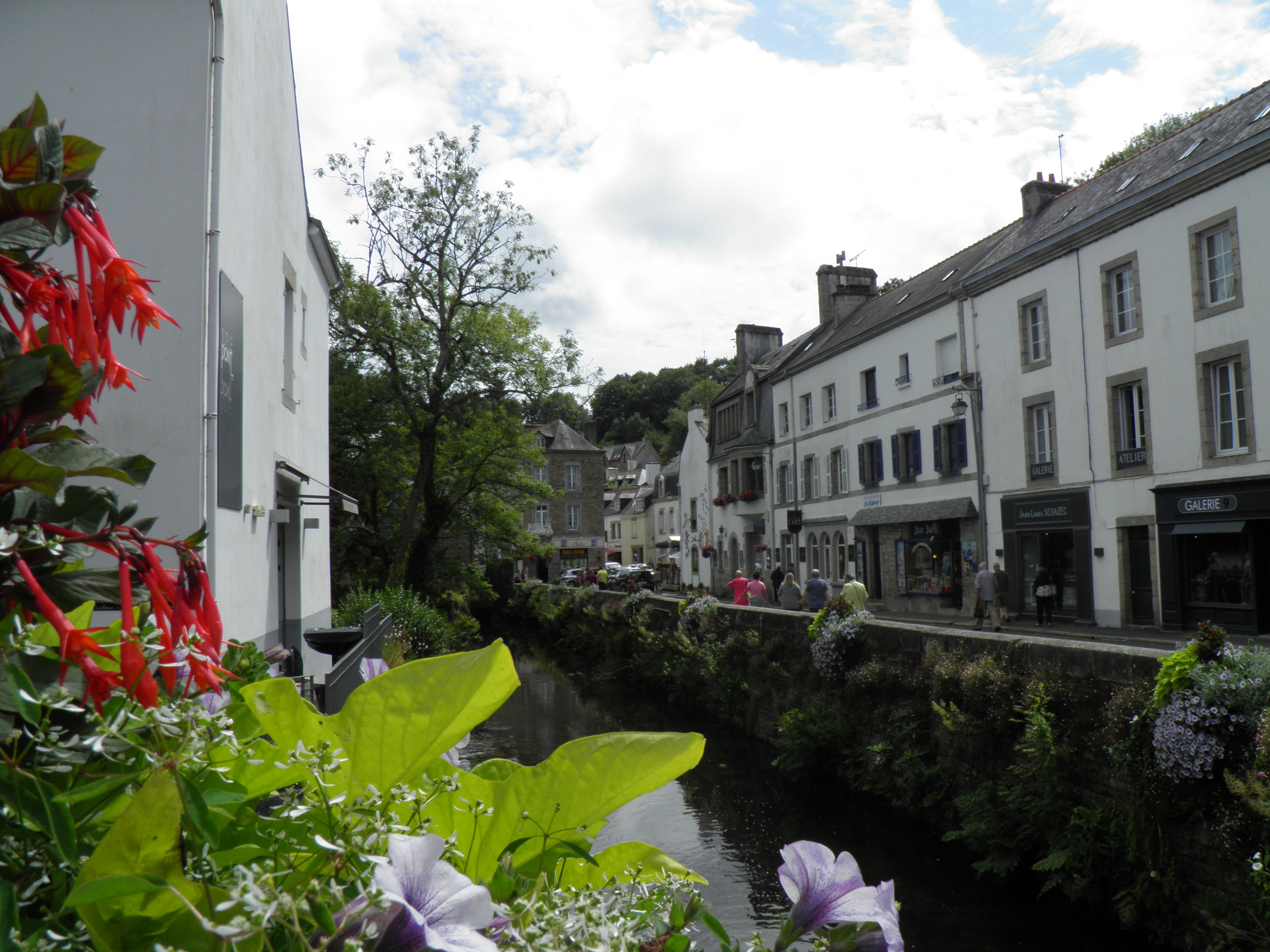
Domy u řeky